# 24: The Game
24: The Game ist ein Videospiel für die PlayStation 2, das inhaltlich auf der US-amerikanischen Fernsehserie 24 basiert. Seine Handlung ist zwischen der zweiten und dritten Staffel der Serie angesiedelt. Die Stimmen der Figuren stammen von den entsprechenden Darstellern der Serie.

## Handlung und Aufbau
Das Spiel handelt davon, wie die Counter Terrorist Unit (CTU) eine Reihe von Terroranschlägen in der Gegend von Los Angeles untersucht. Die Handlung ist in mehrere Abschnitte unterteilt, jeder Abschnitt wiederum ist zeitlich und in Missionen unterteilt. Der Spieler kann eine der Figuren auswählen, die auch aus der Fernsehserie bekannt sind, und fungiert in deren Rolle als Schütze. Dabei kann der Spieler unter anderem zwischen MP5, Schrotgewehr, AK-47, Pistole und Scharfschützengewehr als Waffe wählen. Wie auch in der Serie, werden während des Spiels Splitscreens parallel stattfindender Ereignisse und die aktuelle Uhrzeit eingeblendet.

## Rezeption
Laut Wertungsaggregator Metacritic erhielt 24: The Game „gemischte oder durchschnittliche“ Bewertungen der Spielpresse. In der Datenbank sind 53 Testurteile erfasst und zu einem Gesamtwert von 62 von aus 100 Punkten zusammengefasst.
Im Onlinemagazin Gameswelt wurde die Synchronisation der Originalfassung als hervorragend gelobt. Die deutschsprachigen Synchronstimmen kämen „deutlich weniger motiviert“ daher, doch lässt sich auch die übersetzte Spielversion mit der originalen Tonspur spielen. Das Spiel bleibe insgesamt seinem TV-Vorbild treu und gerade Fans der Serie würden sich schnell wohlfühlen und auch neben den Hauptfiguren auf altbekannte Charaktere treffen. Zusätzlich werde 24-Einsteigern dagegen fehle in diesen Situationen entsprechend der Kontext. Die mangelhafte Steuerung der Kameraperspektive führe in brenzligen Situationen regelmäßig zum Spielertod und damit zu zahlreichen Frustmomenten. Das Gameplay erinnere an Activisions Spielreihe True Crime.

„Die Story ist spannend und die Stimmung dank der schönen Zwischensequenzen sehr ähnlich wie in der TV-Serie, daher hatte ‘24-the Game’ die besten Chancen, ein echtes Schmankerl für Fans zu werden. Leider ist das Endprodukt aber alles andere als fertig, so dass man schnell den Eindruck gewinnt, dass Sony einfach zu viel umsetzen wollte, dies aber mit keinem einzigen Spielelement wirklich überzeugend geschafft hat.“

Im Rahmen der D.I.C.E. Awards wurde 24: The Game 2007 von der Academy of Interactive Arts & Sciences für die Auszeichnung in der Kategorie „Herausragende Leistung bei der Entwicklung von Geschichten und Charakteren“ nominiert.